# Anatolij Polosin
Anatolij Fëdorovič Polosin (in russo Анатолий Фёдорович Полосин?, angl. Anatoli Fyodorovich Polosin; Tashkent, 30 agosto 1935 – Mosca, 9 novembre 1997) è stato un allenatore di calcio e calciatore sovietico, dal 1991 russo, di ruolo difensore.